# Прибылой палец

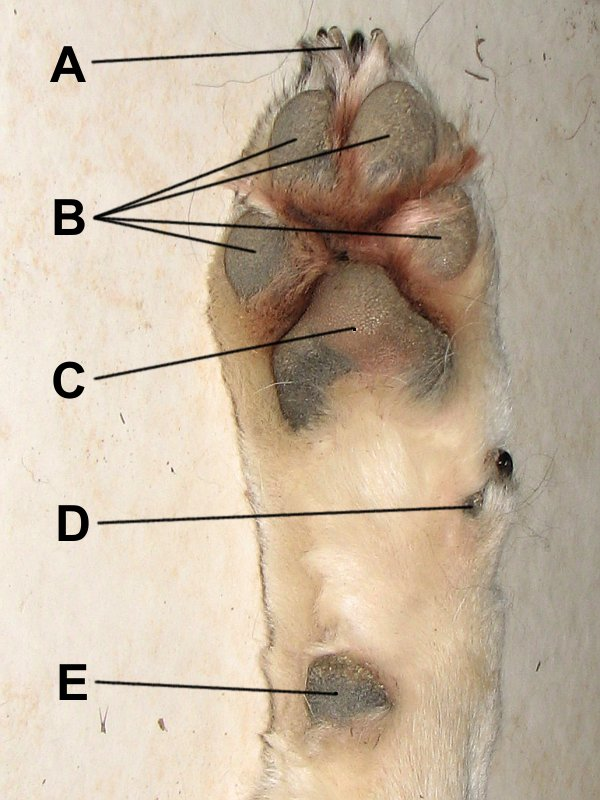
D — прибылой палец

Прибылой палец — большой палец у собак, расположенный чуть выше ступни. Рудимент, не несёт никакой функциональной нагрузки.

## У собак
В процессе эволюции рудиментировались, и надобность в них отпала. Есть породы собак, у которых прибылые пальцы считаются отличительным признаком (см. ниже), представителей других пород, напротив, за его наличие могут удалять с выставок.
Передний прибылой палец обычно имеет три фаланги, благодаря чему крепко прикреплён к конечности.
Задний, как правило, не имеет фаланг и прикрепляется к лапе только кожей, что легко может привести к травмам.

### Удаление
Удаление производится только по желанию хозяев собаки.
У щенков удаление прибылого пальца проходит в возрасте от трёх до шести дней, под местной анестезией, кожа вместе с пальцем прихватывается гемостатическим пинцетом и под ним отсекается. Рана зашивается несколькими узловыми швами. При операции возможно использование саморассасывающегося шовного материала, в этом случае швы не снимаются. Щенкам старше одной недели операцию уже не проводят, следует дождаться 12—16 недель и уже потом выполнять хирургическое вмешательство.
Послеоперационный уход для маленьких щенков не представляет сложности, наложение повязки не требуется. Однако старшим щенкам накладывают мягкую повязку в течение 3 дней после операции, а швы удаляют после 7—10 дней. Чтобы щенок не разлизывал ранки и не содрал швы, можно надеть хирургический воротник.

### Породы собак, у которых прибылой палец не считается пороком
У некоторых пород собак прибылой палец считается признаком чистопородности:
- Бриар
- Анатолийская овчарка
- Ненецкая лайка (оленегонный шпиц)
- Пиренейский мастиф
- Босерон

### Интересные факты
- Прибылые пальцы на задних конечностях встречаются гораздо чаще, чем на передних.
- Спортивным собакам прибылые пальцы удаляют для облегчения груминга.

## Укошачьих
«Большой» палец имеется только на передних лапах. Он не касается земли при хождении, но не является рудиментом или атавизмом, снабжён когтем и используется для охоты.